# Stygnommatidae
Stygnommatidae es una pequeña familia neotropical del infraorden Grassatores en el orden Opiliones con unas treinta especies descriptas.

## Descripción
El cuerpo de los ejemplares de Stygnommatidae mide de tres a seis mm de largo. Algunas especies poseen quelíceros que duplican efectivamente  su largo. Los pedipalpos son fuertes, alargados y armados. Las patas son relativamente cortas. Estos Opiliones suelen vivir entre residuos, algunas especies habitan en cuevas.

## Distribución
Los miembros de esta familia habitan en la zona del neotrópico desde México hasta Brasil. Algunas especies se localizan en el sur de Florida y otros en  Indonesia y Malasia, aunque no es seguro que estas últimas pertenezcan a esta familia.

## Relaciones
Entre los especialistas existe cierta diferencia de opiniones sobre si esta familia es monofilética. Sus familiares más cercanos en Samooidea son Samoidae, Biantidae y Podoctidae.

## Nombre
El nombre del género tipo es una combinación del nombre del género Stygnus y la palabra griega  omma "ojo", en referencia a los ojos que se encuentran separados como en Stygnus.

## Especies
- Stygnomimus Roewer, 1927

- Stygnomimus conopygus (Roewer, 1927)
- Stygnomimus malayensis (Suzuki, 1970)

- Stygnomma Roewer, 1912

- Stygnomma annulipes (Goodnight & Goodnight, 1947) — México
- Stygnomma belizense Goodnight & Goodnight, 1977 — Belice
- Stygnomma bispinatum Goodnight & Goodnight, 1953 — México
- Stygnomma delicatulum Rambla, 1976 — Ecuador
- Stygnomma fiskei Rambla, 1969 — Jamaica
- Stygnomma fuhrmanni Roewer, 1912 — Colombia, Costa Rica, Panamá, Venezuela
- Stygnomma furvum M. A. González-Sponga, 1987 — Venezuela
- Stygnomma gracilitibiae M. A. González-Sponga, 1987 — Venezuela
- Stygnomma granulosa (Goodnight & Goodnight, 1947) —  Belice
- Stygnomma joannae Rambla, 1976 — Ecuador
- Stygnomma larense M. A. González-Sponga, 1987 — Venezuela
- Stygnomma leleupi Rambla, 1976 — Ecuador
- Stygnomma maya Goodnight & Goodnight, 1951 — México
- Stygnomma monagasiensis H. E. M. Soares & S. Avram, 1981 — Venezuela
- Stygnomma ornatum M. A. González-Sponga, 1987 — Venezuela
- Stygnomma pecki Goodnight & Goodnight, 1977 — Belice
- Stygnomma planum Goodnight & Goodnight, 1953 — México
- Stygnomma purpureum M. A. González-Sponga, 1987 — Venezuela
- Stygnomma solisitiens M. A. González-Sponga, 1987 — Venezuela
- Stygnomma spiniferum (Packard, 1888)

- Stygnomma spiniferum spiniferum (Packard, 1888) — Florida, Jamaica
- Stygnomma spiniferum bolivari (Goodnight & Goodnight, 1945) — Cuba
- Stygnomma spiniferum tancahensis Goodnight & Goodnight, 1951 — México, Belice

- Stygnomma spinipalpis Goodnight & Goodnight, 1953 — México
- Stygnomma spinulatum (Goodnight & Goodnight, 1942) — Puerto Rico
- Stygnomma teapense Goodnight & Goodnight, 1951 — México
- Stygnomma toledensis Goodnight & Goodnight, 1977 — Belice
- Stygnomma truxillensis M. A. González-Sponga, 1987 — Venezuela
- Stygnomma tuberculata Goodnight & Goodnight, 1973 — México